# Hajdúnánás
Hajdúnánás é uma cidade da Hungria, situada no condado de Hajdú-Bihar. Tem 259,62 km² de área e sua população em 2019 foi estimada em 16.828 habitantes.